# Súc vật hoang

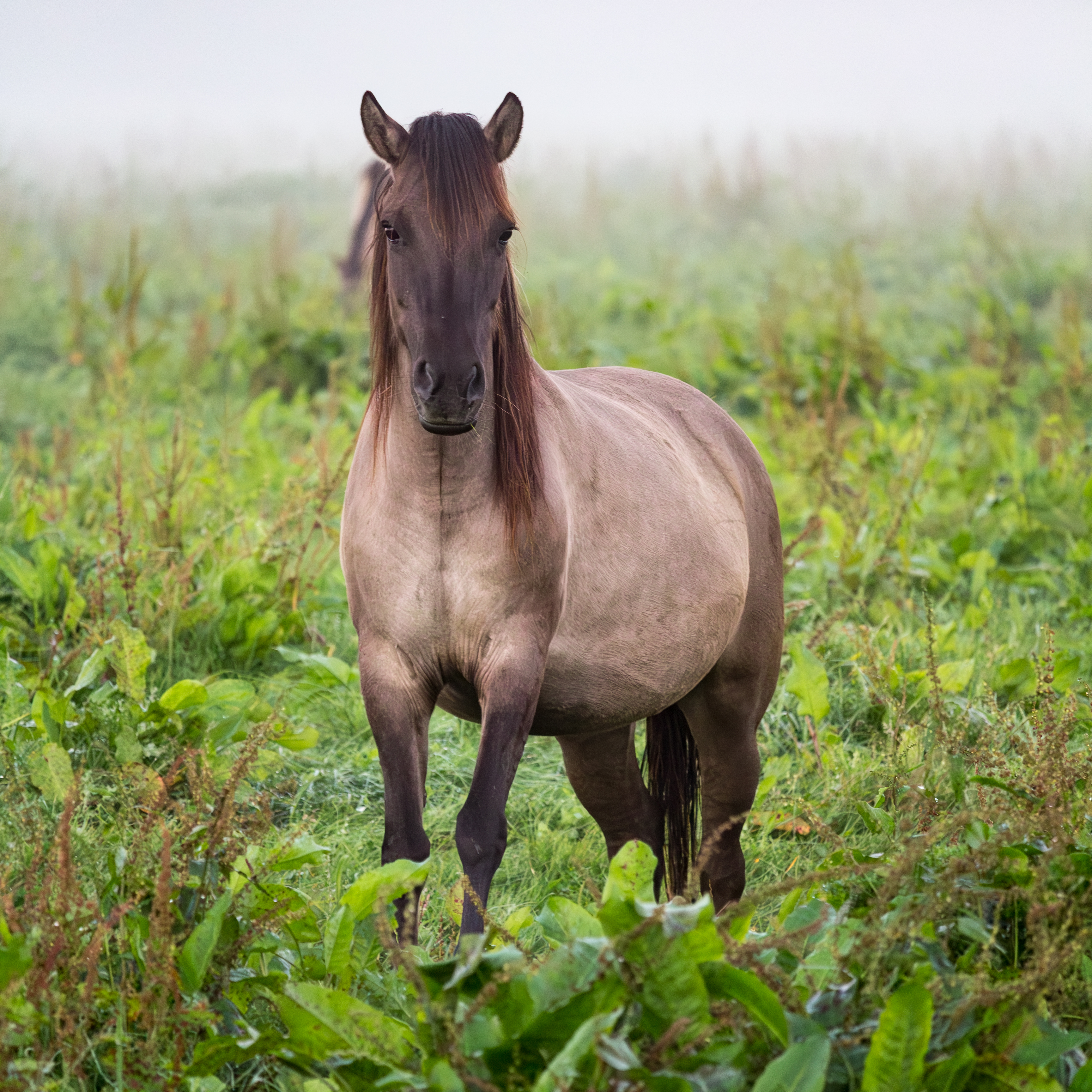
Một con ngựa hoang ở châu Âu

Một con bồ câu hoang

Súc vật hoang, thú hoang, thú hoang đàn hay thú đi hoang là những cá thể động vật sống trong tự nhiên hoang dã nhưng có nguồn gốc từ các cá thể động vật đã được thuần hóa. Từ "feral" trong tiếng Anh dùng để ám chỉ các loài thú vật không có thái độ thân thiện khi gặp người, thuật ngữ này cũng được áp dụng đối với các con thú nuôi trong nhà nhưng không tiếp xúc với người.
Nói một cách khác, súc vật hoang là những con vật nuôi được thuần hóa nhưng nay đã quay lại với môi trường tự nhiên hoang dã như tổ tiên của chúng. Giống như các loài du nhập, việc đưa các loài súc vật hoang vào các vùng không phải là loài bản địa và có thể phá vỡ các hệ sinh thái và trong một số trường hợp đã gây ra sự tuyệt chủng của các loài bản địa do chúng là loài xâm lấn. Việc loại bỏ các quần thể súc vật hoang là một trọng tâm chính của các chương trình phục hồi sinh thái đảo (Island restoration).

## Định nghĩa
Theo định nghĩa chung một con súc vật hoang là một con vật tự thoát khỏi trạng thái nuôi nhốt hoặc giam giữ và đang sống một cuộc sống như một động vật hoang dã thực thụ (tự sinh tự diệt) hoặc một động vật có nguồn gốc từ các súc vật đó, tức là con cháu của những con súc vật hoang đẻ ra và tiếp tục sống trong tự nhiên. Các định nghĩa khác xác định một súc vật hoang một con vật đã biến đổi để khỏi bị thuần hoá và trở nên hoang dã hóa. Một số ví dụ phổ biến về động vật phổ biến đã kết thành quần thể hoang dã trong tự nhiên là ngựa hoang, chó hoang, dê hoang, mèo hoang, lợn hoang, lừa hoang, gà hoang, bồ câu hoang.
Các nhà động vật học thường loại trừ trong khái niệm này đối với các loài hoang dã mà chúng thực sự hoang dã trước khi chúng thoát khỏi sự giam cầm chẵn hạn như những con hổ hay sư tử thoát khỏi vườn thú để chạy vào môi trường tự nhiên và chim đại bàng biển (Haliaeetus albicilla) gần đây đã được đưa vào Anh bị coi là hoang dã. Các loài hoang hóa này (tức là không thuần hóa) được nhập nội vào một lãnh thổ mới như là một loài thích nghi thường không được xem là động vật hoang dã.
Một số động vật quen thuộc khi thoát ra môi trường tự nhiên thi sinh sống dễ dàng và thành công, trong khi những loài khác lại ít có xu hướng đi lang thang và thường không nhanh chóng thuần hóa bên ngoài. Một số loài sẽ dễ dàng tách rời khỏi con người, nhưng không đi lạc hay lây lan sinh sản dễ dàng. Những cá thể khác sẽ bỏ đi và đi tìm kiếm lãnh thổ mới hoặc nơi sinh sống mới. Việc sinh sôi nảy nở thành công hay thất bại phụ thuộc vào chính chúng và môi trường chúng đang hiện diện và mức độ thức tỉnh bản tính hoang dã của chúng.

## Các loài

### Mèo hoang

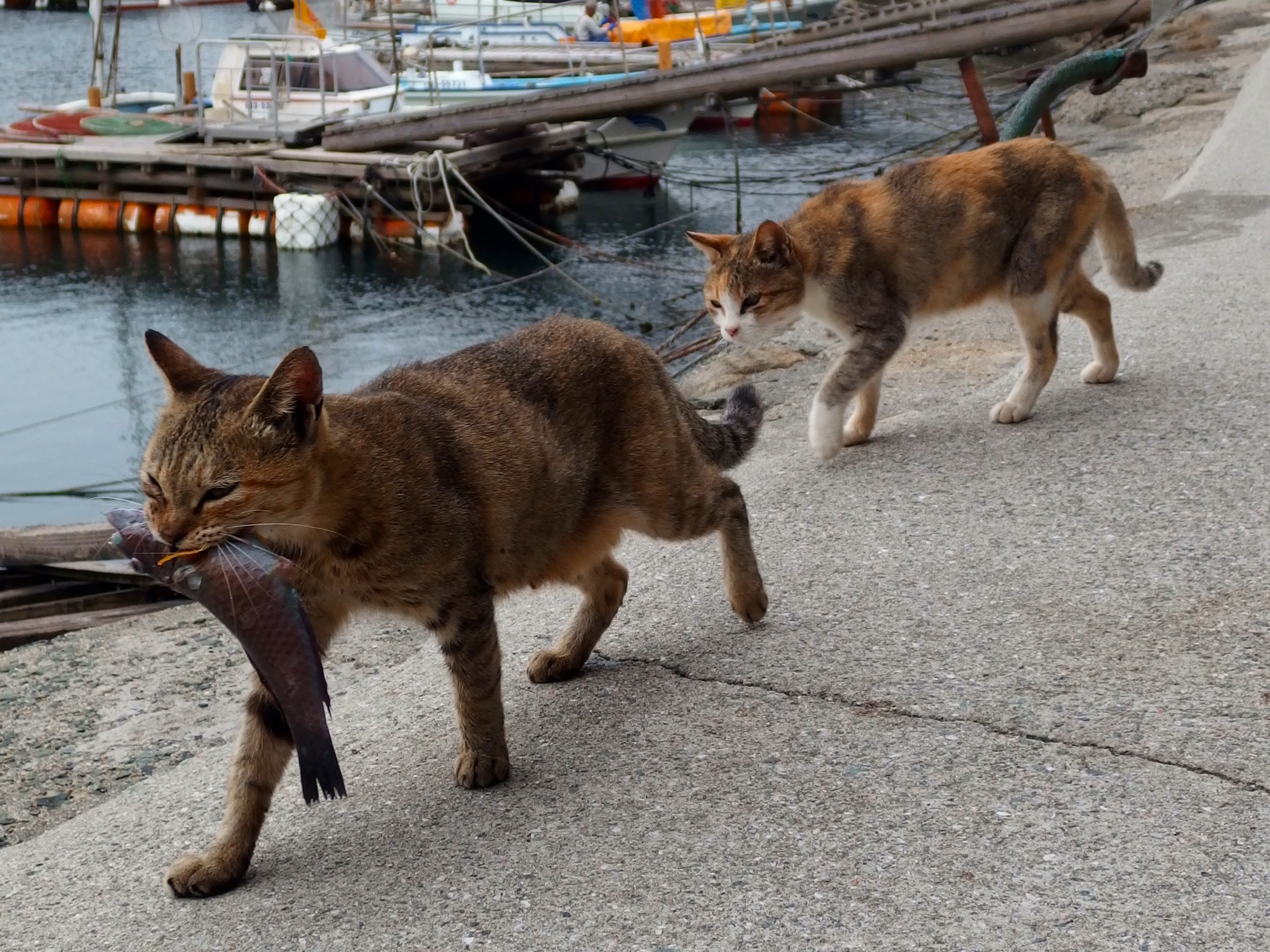
Những nhóm mèo hoang lang thang

Những con mèo nhà sẽ trở lại môi trường sống tự nhiên của chúng khá dễ dàng cho một trạng thái hoang dã nếu nó không được chăm sóc dạy dỗ khi còn non. Chúng có thể là những con mèo nhà đi hoang hoặc bị chủ bỏ rơi; hoặc là những con mèo thuộc giống mèo nhà nhưng sinh ra, lớn lên hoàn toàn trong môi trường "hoang". Những con mèo này, đặc biệt là nếu chúng sinh sôi nảy nở, thường bị coi là loài gây hại (sâu bệnh) ở cả nông thôn và thành thị và có thể bị đổ lỗi cho việc tàn sát các loài chim, bò sát và động vật có vú bản địa nhỏ khác, về bản chất mèo là một loài săn mồi đặc biệt nguy hiểm với những phẩm chất tự nhiên của nó cũng như tính tò mò huyền thoại.
Một quần thể địa phương của những con mèo hoang sống trong một khu đô thị và sử dụng một nguồn thức ăn thông thường đôi khi được gọi là đàn mèo hoang hay lãnh địa mèo hoang. Khi mèo hoang trở nên nhân nhanh chóng, rất khó để kiểm soát quần thể của chúng. Những trạm cứu hộ vật nuôi hay nơi trú ẩn vật nuôi cố gắng chấp nhận nuôi những con mèo hoang, đặc biệt là mèo con, nhưng thường bị quá tải bởi số lượng quá nhiều và nhiều nơi phải dùng đền việc an tử động vật. Ở nông thôn, số lượng mèo hoang quá mức thường bị bắn giết.
Trong nhiều trường hợp, những con mèo hoang có xuất thân là con cháu của những con mèo nhà bị các du khách bỏ lại tại địa phương. Mèo vốn không phải là loài bản địa trên tất cả các vùng miền của thế giới, vì vậy khi đi hoang chúng có thể gây hại cho hệ sinh thái của tự nhiên do việc ăn thịt các loài bản địa; nhất là trên các đảo khi những con mèo hoang đôi khi trở thành nhân tố cực kì có hại đối với quần thể động vật bản địa.
Ảnh hưởng của việc mèo nhà xâm nhập vào thế giới tự nhiên là vấn đề gây tranh cãi suốt một thế kỷ. Mèo hoang có thể là một loài ăn thịt đáng sợ đối với các sinh vật nhỏ, những con mèo lại tỏ ra ưa thích các loài động vật bản địa vì về phương diện sinh thái chúng tỏ ra ngây thơ hơn và dễ bị săn bắt hơn. Mèo hoang ở Úc là nguyên nhân gây ra sự suy giảm hoặc tuyệt chủng của các quần thể sinh vật bản địa trên các đảo - nguyên do là chúng là một yếu tố ảnh hưởng rất lớn đến các loài chim sống gần mặt đất hay các loài thú nhỏ bản địa.

### Chó hoang

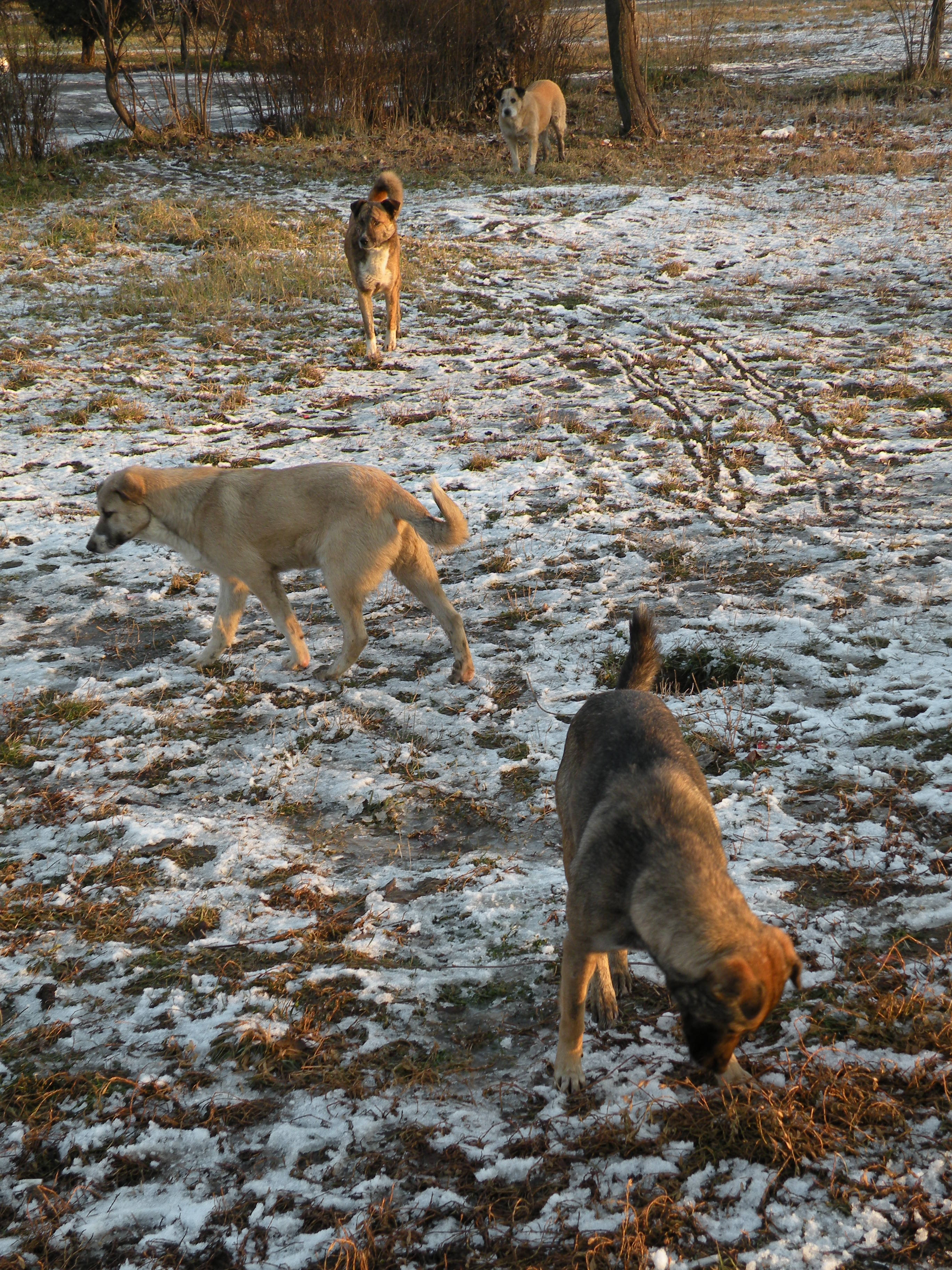
Chó hoang ở California

Chó hoang hay còn gọi là chó vô chủ, chó thả rông, chó chạy rông, chó đi lạc, chó đi hoang, chó đường phố là thuật ngữ chỉ về những con chó nhà trong tình trạng không có chủ sở hữu, không tìm thấy, xác định được chủ sở hữu, không có ai quản lý, coi sóc, nuôi dưỡng và sống trong tình trạng lang thang. Ở Việt Nam, Số lượng chó hoang lên đến hàng trăm ngàn con, nguyên nhân của việc còn sót lại này là do những năm 1975, Hoa Kỳ đã vận chuyển loài chó này về nước, nhưng hiện nay vẫn còn sót lại do không được nuôi dưỡng, nên một số loài chó đã trở nên hoang dã. Tại Bang California, nơi có đến 1,2 triệu con chó bao gồm vài chục ngàn con chó hoang.
Ở Nga, có khoảng 35.000 con chó hoang đang lang thang khắp Moscow (Chó hoang ở Moscow), mỗi một dặm vuông lại có 84 con chó trong đó tại khu vực tây nam Moscow, có khoảng 30.000 tới 50.000 con chó hoang và có khoảng 500 con chó hoang sống trong hệ thống tàu ngầm. Người ta có thể thấy chó ở khắp nơi, chúng nằm trong sân các khu nhà, lang thang gần các khu chợ và quầy hàng, ngủ trong các ga tàu điện ngầm và lối đi cho người đi bộ và có thể nghe thấy chúng sủa và tru lên vào ban đêm. Trong hệ thống tàu điện ngầm ở Moscow có không ít những con chó hoang thông minh, có con chó hoang màu đen coi ga tàu là nhà, và canh giữ khu vực này khỏi những kẻ say rượu và các con chó khác. Những con chó hoang ở Moscow được sản sinh theo cách chó nuôi bị quẳng ra đường.

### Bò hoang
Bò hoang hay bò thả rông là những con bò nhà đi hoang đàn, lạc bầy, gia súc lớn như bò nhà đã được thuần hóa từ thời kỳ đồ đá mới, nhưng có thể tự xoay xở trong phạm vi mở rộng trong nhiều tháng hoặc thậm chí nhiều năm với sự giám sát rất ít hoặc không có, đặc biệt là chúng có thể trở lại bản tính hoang dã do tập quán thả rông của một số cộng đồng người. Tổ tiên của chúng được xem là khá hoang dại và dữ dằn như những con trâu Cape hiện đại.
Những con bò ngày hôm nay, đặc biệt là những con được nuôi ở phạm vi rộng (trên các trang trại quy mô lớn), nói chung là ngoan ngoãn và thuần tính hơn, nhưng khi bị đe dọa chúng vẫn có thể hiển thị sự hiếu chiến và hung hăng như là một cơ chế phòng vệ nguyên thủy của chúng. Gia súc, đặc biệt là các giống bò thịt, thường được phép đi lang thang tự do (thả rông) ở Úc, New Zealand và một số Quần đảo Thái Bình Dương cùng với các quần thể động vật hoang dã nhỏ đang chuyển vùng phía tây nam Hoa Kỳ và miền bắc Mexico. Loại gia súc này được gọi khác nhau là gia súc thả rông hay trâu bò thả rông (mavericks), hầu hết gia súc tự do di chuyển ở các vùng định cư.

### Ngựa hoang

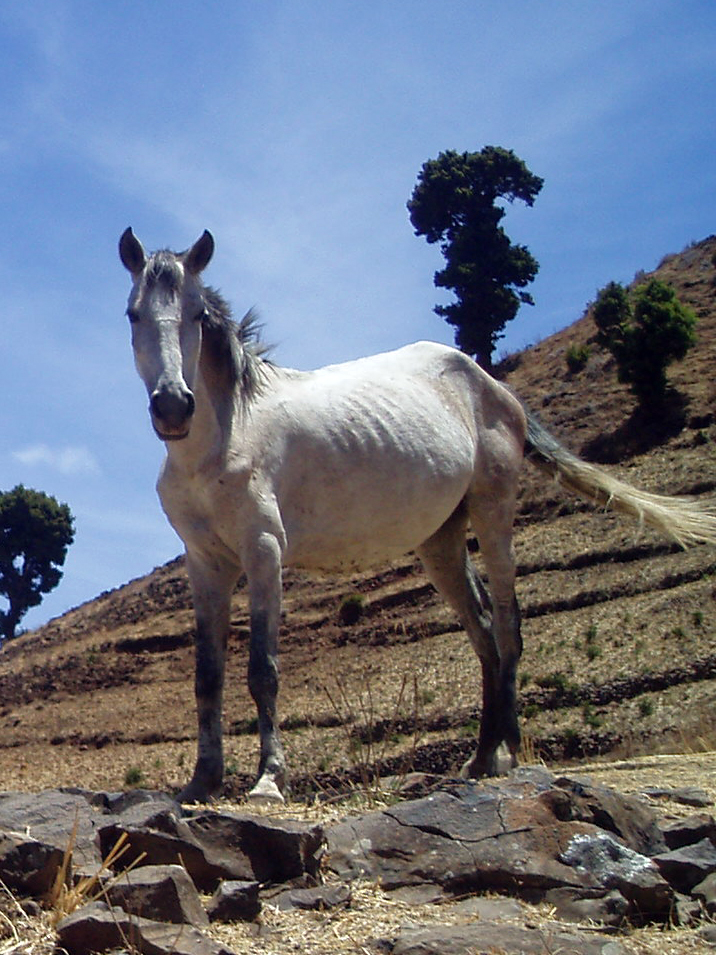
Một con ngựa hoang ở Mỹ

Ngựa và lừa đã được con người thuần hóa khoảng 5.000 năm trước Công nguyên, với tổ tiên là là những loài hoang dã trên đồng cỏ rộng khắp trên toàn thế giới. Ở Bồ Đào Nha, ngựa hoang được gọi là Sorraia; ngựa hoang ở Úc, chúng được gọi là Brumbies; ở phía tây nước Mỹ, chúng được gọi là Mustang. Những quần thể hoang dã bị cô lập khác tồn tại, bao gồm ngựa hoang Chincoteague và ngựa hoang đảo chắn (Banker). Chúng thường được gọi là "ngựa hoang", nhưng đây là một sự nhầm lẫn.
Có tồn những con ngựa thật sự "hoang dã" chưa bao giờ được thuần hoá, đặc biệt là ngựa hoang Mông Cổ Przewalski. Trong khi con ngựa ban đầu là bản địa ở Bắc Mỹ, tổ tiên hoang dã đã tuyệt chủng hết vào cuối kỷ băng hà cuối cùng. Ở cả Australia và Châu Mỹ, những con ngựa "hoang dã" hiện đại đều có nguồn gốc từ những con ngựa thuần hóa do các nhà thám hiểm châu Âu và những người định cư và sau đó những con ngựa này đã trốn thoát, sinh sôi nảy nở đông đúc ra bên ngoài môi trường tự nhiên.

### Lợn hoang
Những con lợn nhà (heo) đã thiết lập được một quần thể lợn hoang trên toàn thế giới, đặc biệt là ở Úc, New Zealand, Hoa Kỳ, New Guinea và các đảo Thái Bình Dương, đặc biệt chúng là một loài gây hại nặng nề ở Hoa Kỳ. Lợn được đưa vào vùng Melanesian và Polynesian bởi người từ vài ngàn đến năm trăm năm trước và đến Châu Mỹ trong vòng 500 năm qua. Tại Úc, lợn thuần hóa đã trốn thoát vào khoảng thế kỷ 18, và bây giờ chiếm 40% dân số Úc với dân số ước tính khoảng 30 triệu đầu con.
Mặc dù những người định cư gốc Polynesia đã mang đến New Zealand nhưng những con heo chắc chắn đến New Zealand, nhưng dân số đã bị tuyệt chủng vào thời kỳ thuộc địa của châu Âu, và tất cả những con heo rừng ở New Zealand ngày nay đều là con cháu của các đàn giống ở châu Âu. Nhiều đàn lợn rừng châu Âu cũng có xu hướng tách khỏi các con lợn nhà và do đó là các loài động vật hoang hóa có kỹ năng sinh tồn rất tốt trong phạm vi tự nhiên của các loài tổ tiên.
Lợn nhà đầu tiên được du nhập đến châu Mỹ vào thế kỷ thứ mười sáu. Christopher Columbus được biết là đã cố ý phát tán heo nhà ở Tây Ấn trong chuyến đi thứ hai của mình để là nguồn thực phẩm dự trữ cung cấp cho các cuộc thám hiểm trong tương lai với một nguồn cung cấp thực phẩm miễn phí. Hernando de Soto được biết là đã du nhập lợn nhà Á-Âu đến Florida năm 1539, mặc dù Juan Ponce de León có thể đã du nhập những con lợn đầu tiên vào đất liền Florida vào năm 1521.
Người Tây Ban Nha đem lợn rừng tới Bắc Mỹ trong thế kỷ 16 để phục vụ hoạt động săn bắn. Việc thực hành du nhập lợn nhà vào Tân thế giới được tiếp tục trong suốt các giai đoạn thám hiểm của thế kỷ XVI và XVII. Người ta cho rằng heo rừng hoang dã Á-Âu (Sus scrofa scrofa), mà ban đầu dao động từ Anh sang châu Âu Nga có thể có cũng đã được du nhập vào thế kỷ 19 số lượng của chúng đã nhiều trong miền Nam Hoa Kỳ rằng họ đã trở thành một động vật phổ biến để đi săn.
Tại Mỹ, hiện nay, khoảng 5 triệu con lợn hoang đang tung hoành khắp quốc gia này và trở thành vấn đề lớn đối với giới chức nước này. Số lượng lợn rừng đạt mức cao nhất tại bang Texas. Lợn hoang có mặt tại ba phần tư số bang. Số lượng của chúng đang tăng nhanh chóng ở nhiều khu vực, chúng gây nên thiệt hại kinh tế 1,5 tỷ USD mỗi năm những thiệt hại mà chúng gây ra. Khả năng sinh sản cao là yếu tố chính giúp lợn hoang sinh sôi mạnh mẽ. Sau khi chào đời 6 tháng, lợn cái đã có thể mang thai. Chúng sinh ra trung bình sáu con mỗi lứa và mỗi năm chúng đẻ trung bình 1,5 lứa.

### Loài khác

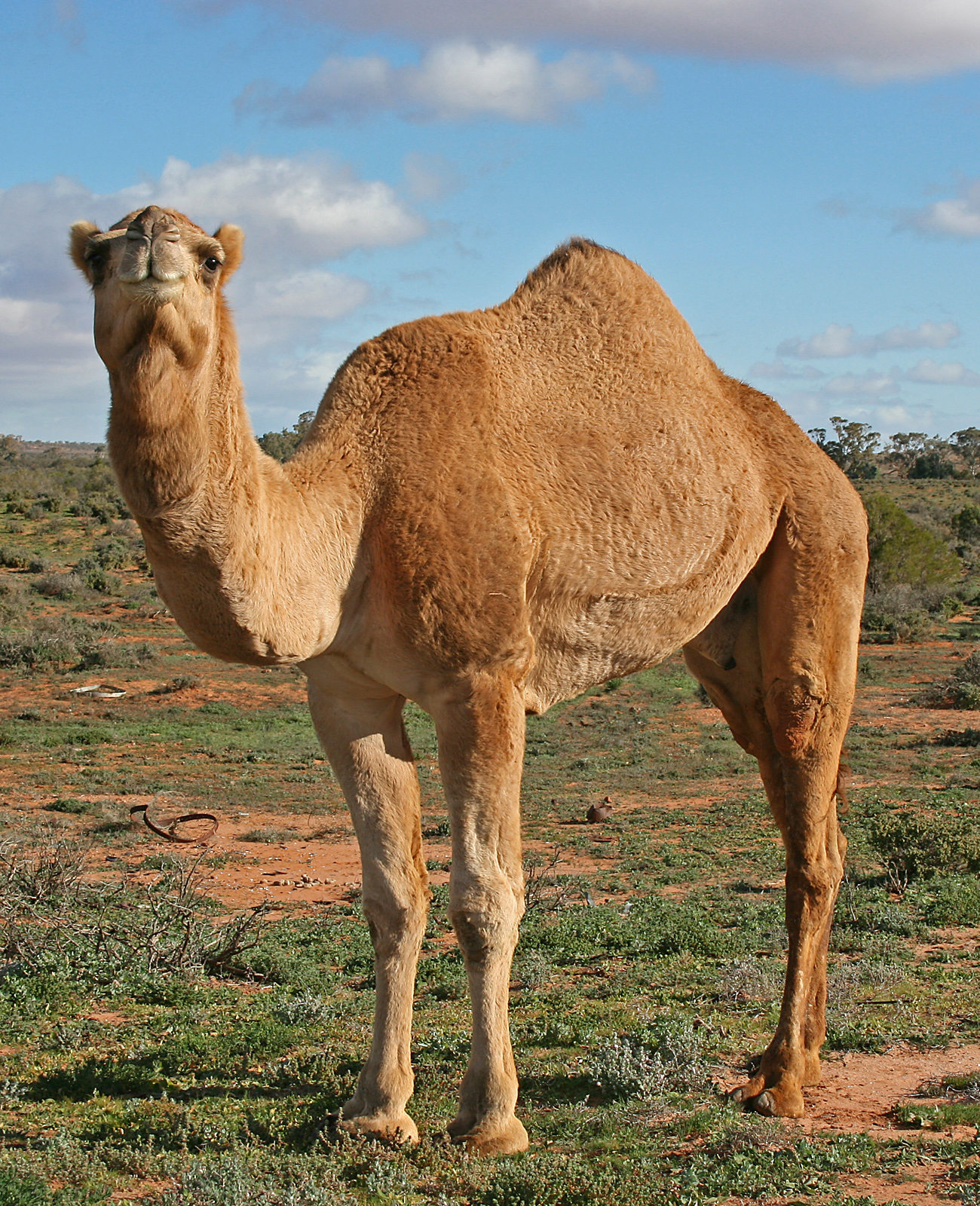
Lạc đà hoang ở Úc

Những con lạc đà một bướu đã được thuần hóa trong hơn 3.000 năm, cũng sẽ sẵn sàng đi hoang. Một số lượng lớn các con lạc đà hoang ở Úc là hậu duệ của các đàn lạc đà đã trốn thoát được trong thế kỷ 19 và đầu thế kỷ 20, phát triển mạnh trong nội địa nước Úc ngày nay. Trâu nước hoang tràn lan ở Tây và Bắc Úc. Chính phủ Úc khuyến khích việc săn bắt trâu rừng vì số lượng lớn của chúng.
Dê nhà là một trong những sinh vật lâu đời nhất đã được thuần hóa, nhưng với tính nết ương ngạnh và bướng bỉnh bất tuân của chúng, những con dê đi lạc đàn hoặc tách đàn dễ dàng đi hoang và tự sinh tồn khá tốt và trở thành những con dê hoang, đặc biệt là những con dê hoang ở Úc.
Trái ngược với dê, người họ hàng của chúng là cừu là ít khi được biết đến là có tình trạng hoang hóa do mức độ ngoan hiền và phụ thuộc vào con người, đồng thời dễ bị tổn thương trước săn bắt và thương tích, và do đó ít khi nhìn thấy trong một trạng thái hoang hóa ở. Tuy nhiên, ở những nơi có rất ít loài ăn thịt, chúng có thể sống tốt, ví dụ trong trường hợp của giống cừu Soay. Cả hai con dê và cừu đôi khi được cố ý thả ra và được phép đi hoang trên các điểm tham quan trên đảo mà thường xuyên đi biển để phục vụ như một nguồn thực phẩm sống dự trữ.
Những con chim bồ câu trước đây được nuôi giữ để lấy thịt bồ câu hoặc thường là những con vật đưa thư (bồ câu đưa thư) và đã thiết lập được các quần thể hoang hóa ở các thành phố trên toàn thế giới, chúng được biết đến là một trong những động vật đô thị thành công nhất gọi là bồ câu đô thị hay bồ câu nhà hoang dã. Các nhóm vẹt hoang lớn có mặt ở nhiều nơi trên thế giới, với loài vẹt đuôi hoa hồng, đuôi vượn đỏ và vẹo đuôi lùn đỏ bên ngoài môi trường sống tự nhiên của chúng và thích nghi tốt với môi trường ngoại ô.
Các ong mật thường trốn thoát khỏi các trại nuôi và trở nên hoang dã từ những con ong được quản lý khi chúng kết bầy; Tuy nhiên hành vi của chúng không khác gì hành vi của chúng khi bị giam giữ cho đến khi và trừ khi chúng cùng với các ong mật khác của một đàn di truyền khác, điều này có thể khiến chúng trở nên ngoan ngoãn hơn hoặc hung dữ hơn, nhất là các loài ong lai.
Gà hoang hay còn gọi là gà đồng là giống gà hoang hóa có nguồn gốc từ gà nhà (Gallus gallus domesticus) đã thoát chạy rông ra môi trường tự nhiên. Trên thế giới hiện nay, có địa điểm bùng binh gà là một vòng xoay nằm trên đường A143, trên Bungay và Ditchingham bypass ở Suffolk, Anh. Bùng binh đã nổi tiếng là nơi sinh sống của một nhóm lớn của gà hoang, mà được cho ăn và chăm sóc bởi một người đàn ông địa phương cho đến khi số lượng của chúng giảm và đã được di dời vào năm 2010. Chúng đã sống ở bên trong nhiều thập kỷ trước khi xây dựng, và chưa có nhiều tài liệu về động vật hoang dã và bệnh của chúng.

## Ảnh hưởng

### Sinh thái

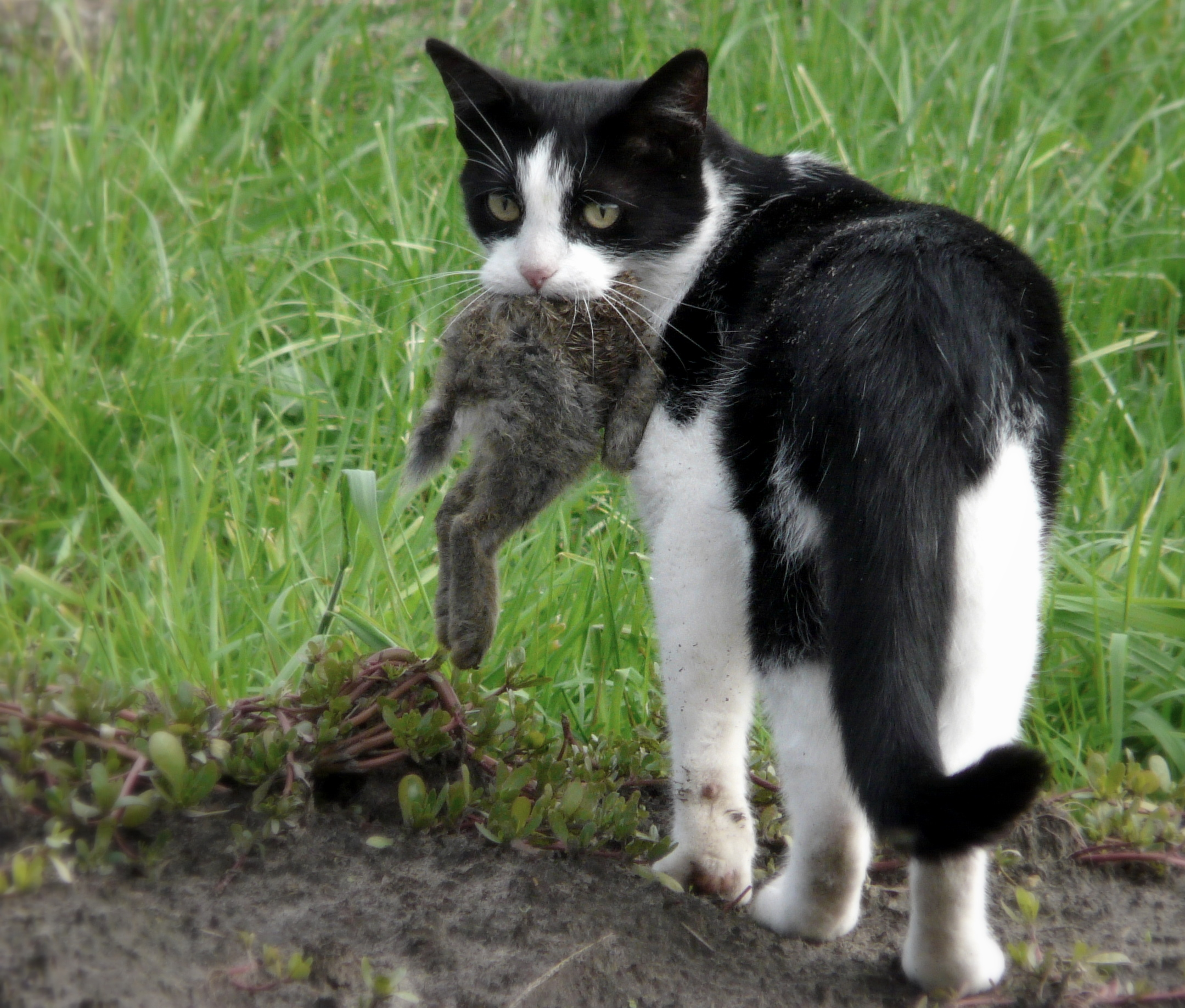
Mèo hoang có thể là tác nhân gây tuyệt chủng của các loài sinh vật nhỏ bản địa

Một quần thể súc vật hoang có thể có tác động đáng kể đến hệ sinh thái bằng cách ăn sạch những nhóm thực vật hoặc động vật dễ bị tổn thương hoặc bằng cách cạnh tranh sinh học với các loài bản địa. Động vật hoang hóa chiếm một phần đáng kể các loài xâm lấn, và có thể là mối đe doạ đối với các loài nguy cấp. Tuy nhiên, chúng cũng có thể thay thế các loài bị mất đi từ hệ sinh thái khi con người đến một khu vực hoặc tăng đa dạng sinh học của một khu vực bị thay đổi bởi con người bằng cách có thể sống sót trong nó theo những cách mà các loài địa phương không thể.
Những con vật hoang này cũng có thể gây ra tình trạng ô nhiễm di truyền hay ô nhiễm gen vì chúng có thể lai tạp với các loài động vật hoang dã bản địa, dẫn đến ô nhiễm di truyền (không phải là một thuật ngữ rõ ràng) nhiều lần đe dọa các loài quý hiếm với sự tuyệt chủng. Các trường hợp bao gồm vịt con nhím, heo rừng, chim bồ câu đá hoặc chim bồ câu, gà rừng đỏ (Gallus gallus) tức là tổ tiên của gà nhà, cá chép, và cá hồi trong những năm gần đây.
Các ví dụ khác về sự ô nhiễm gien di truyền nằm trong lịch sử nhân tạo của các loài thủy phi. Chó hoang Dingo là những con chó hoang dã thật sự sẽ giao phối với những con chó có nguồn gốc khác, do đó dẫn đến việc phổ biến các giống lai Dingo và khả năng tuyệt chủng của các loài hoang dã hoang dã thuần chủng. Các nghiên cứu tại Scotland đã nhận xét về một hiện tượng tương tự về sự pha trộn di truyền của mèo hoang hoang và những con đực hoang dã. Trong một số trường hợp như thỏ, ô nhiễm di truyền dường như không được chú ý. Có rất nhiều tranh luận về mức độ mà sự lai tạp hoang dã làm giảm sự thuần chủng của một loài hoang dã.

### Kinh tế
Về mặt kinh tế, súc vật hoang có thể cạnh tranh với gia súc trong gia đình và có thể làm suy giảm hàng rào, nguồn nước và thảm thực vật (bằng cách gặm cỏ quá mức hoặc phát tán hạt giống cây xâm lấn). Mặc dù tranh cãi gay gắt, một số trích dẫn như một ví dụ về sự cạnh tranh giữa ngựa hoang và gia súc ở miền tây Hoa Kỳ. Một ví dụ khác là dê cạnh tranh với gia súc ở Úc, hoặc dê làm giảm nhiều và tàn phá cây cối và thực vật ở các vùng bị ảnh hưởng mạnh do môi trường ở Châu Phi. Mất mát cho nông dân bởi số lượng chó hoang là phổ biến ở Ấn Độ.
Lợi ích kinh tế cũng được đặt ra vì nhiều con vật hoang đôi khi có thể bị bắt với chi phí thấp và do đó tạo thành một nguồn lực đáng kể. Trong hầu hết các lợn rừng Polynesia và Melanesia đều là những nguồn chính của lượng protein động vật. Trước khi Đạo luật về Ngựa hoang năm 1971, các con ngựa mustang ở Mỹ đã bị bắt và bán cho việc lấy thịt ngựa. Tại Úc, dê hoang, lợn hoang và lạc đà hoang được săn bắt, thu gon để xuất khẩu để buôn bán thịt của chúng. Vào những thời điểm nhất định, động vật đôi khi bị cố tình bỏ hoang, thường là trên các hòn đảo, cần được thu hồi vì lợi nhuận hoặc việc sử dụng thức ăn cho du khách (đặc biệt là thủy thủ).

### Khoa học
Việc tạp giao (lai chéo) ngẫu nhiên của các loài súc vật hoang có thể làm hại các chương trình sinh sản của các động vật đã được nuôi dưỡng, sự có mặt của chúng cũng có thể kích thích con vật trốn thoát. Các quần thể súc vật hoang cũng có thể truyền bệnh truyền nhiễm cho các đàn gia súc. Giá trị khoa học cũng được đề cập đến vì quần thể động vật hoang hóa là nguồn tốt để nghiên cứu động lực về dân số, đặc biệt là về sinh thái và hành vi (ethology) trong một phạm vi rộng các loài được biết chủ yếu ở một quốc gia.
Những quan sát này có thể cung cấp thông tin hữu ích cho các nhà nhân giống các đàn giống hoặc các chủ sở hữu khác của các đặc điểm địa phương được thuần hoá (tức là các loài động vật cùng loài).Đa dạng di truyền cũng được ghi nhận ở các quần thể súc vật hoang đôi khi bảo tồn hoặc phát triển những đặc điểm không luôn luôn tồn tại ở mức tương đương thuần hóa đầy đủ. Do đó, chúng góp phần vào sự đa dạng sinh học và thường xứng đáng được bảo tồn, có thể là trong môi trường hoang dã của chúng hoặc là vật nuôi. 